# Michael Bwalya
Michael Bwalya – zambijski piłkarz grający na pozycji bramkarza.

## Kariera klubowa
W swojej karierze piłkarskiej Bwalya grał w klubie Green Buffaloes FC.

## Kariera reprezentacyjna
W 1982 roku Bwalya został powołany do reprezentacji Zambii na Puchar Narodów Afryki 1982. Zagrał na nim w trzech meczach: grupowym z Algierią (0:1), półfinałowym z Libią (1:2) i o 3. miejsce z Algierią (2:0). Z Zambią zajął 3. miejsce w tym turnieju.